# Jørn Stubberud
Jørn Stubberud, född 13 april 1968, är en norsk basist i black metal-bandet Mayhem, där han går under artistnamnet Necrobutcher. Tillsammans med gitarristen Euronymous och trummisen Kjetil Manheim bildade han Mayhem 1984. Stubberud lämnade bandet 1991 efter att sångaren Dead hade begått självmord och hans plats i bandet övertogs då av Varg Vikernes. 1995 återvände Stubberud när nuvarande trummisen Hellhammer (Jan Axel Blomberg) återskapade bandet.
Stubberud har även spelat i Checker Patrol, ett sidoprojekt han hade tillsammans med Euronymous och musiker från det tyska bandet Assassin. Bandet gav endast ut en demo, Metalion in the Park, 1986. Ett annat sidoprojekt var Kvikksølvguttene som bildades 1996 och året därpå gav ut en EP, Gamlem, samt ett fullängdsalbum, Krieg.
Enligt officiella uppgifter är Necrobutcher basist på Mayhems senaste studioalbum Ordo Ad Chao, men det förekommer även uppgifter om att det inte är han som spelar.

## Diskografi

### Med Mayhem

#### Studioalbum
- 2000 – Grand Declaration of War
- 2004 – Chimera
- 2007 – Ordo Ad Chao[1][2]
- 2014 – Esoteric Warfare

#### EP
- 1987 – Deathcrush
- 1997 – Wolf's Lair Abyss

#### Livealbum
- 1993 – Live in Leipzig
- 1995 – The Dawn of the Black Hearts - Live in Sarpsborg, Norway 28/2, 1990
- 1998 – Live in Bischofswerda
- 1999 – Mediolanum Capta Est
- 2001 – Live in Marseille 2000
- 2016 – Live in Zeitz

#### Samlingsalbum
- 1996 – Out from the Dark
- 2001 – European Legions
- 2001 – U.S. Legions
- 2002 – The Studio Experience (5 vinyl LP, samlingsbox)
- 2003 – Legions of War

#### Demoer och bootlegs
- 1986 – Voice of a Tortured Skull (demo)
- 1986 – Pure Fucking Armageddon (demo)
- 1990 – Live Zeitz (bootleg)
- 1991 – Dawn of the Black Hearts (bootleg)
- 1993 – From the Darkest Past (bootleg)
- 1994 – A Tribute to the Black Emperors (bootleg-split med Morbid)
- 1996 – In Memorium (bootleg)

### Med Kvikksølvguttene
- 1997 – Gamlem (EP)
- 1997 – Krieg (studioalbum)

### Med Checker Patrol
- 1986 – Metalion in the Park (demo)